# Kwok Ka Ming
Kwok Ka Ming est un entraîneur de Hong Kong de football né le 30 octobre 1949. Il évoluait au poste de milieu.

## Carrière

### Joueur
- 1968-1980 : Hong Kong Rangers  Hong Kong

### Entraîneur
- 1982-1990 :  Hong Kong
- 2000-2001 : Double Flower FA  Hong Kong

## Sélections
- 16 sélections et 4 buts avec  Hong Kong entre 1973 et 1977.